# Trzcianki (Sainte-Croix)
Pour les articles homonymes, voir Trzcianki.
Trzcianki est une localité polonaise de la gmina de Sitkówka-Nowiny, située dans le powiat de Kielce en voïvodie de Sainte-Croix.